# Befrielsen - Privatoptagelser fra 5. maj og dagene efter
|  | Denne artikel er oprettet af botten Steenthbot ud fra en ekstern database. Den kan derfor have sproglige fejl eller mangler. Denne skabelon kan fjernes efter kontrol af indholdet. |

Befrielsen - Privatoptagelser fra 5. maj og dagene efter er en dansk dokumentarisk optagelse fra 1945.

## Handling
Optagelser fra befrielsesdagene i Odense og på Fyn. Værnemagere pågribes og andre anholdes af frihedskæmpere. De anholdte landsforrædere får en hård medfart på Klosterbakken i Odense. Tyske flygtninge og soldater bevæger sig mod Tyskland. Frihedskæmpere samles på Elsesminde. Udbombede huse. Frihedskæmpere mødes med britiske kampvognsstyrker med dannebrogsflag på kampvognen.